# Cornelius Lütz
Cornelius Lütz (* 6. August 1945 in Köln; † 20. Juni 2024 in Freilassing) war ein deutscher Botaniker und Hochschullehrer.

## Leben und Werk
Lütz studierte Biologie und wurde 1974 an der Universität Köln mit einer Arbeit zur Isolierung und Charakterisierung der Prolamellarkoerper aus Etioplasten von Avena Sativa L. promoviert. Er habilitierte sich 1987 im Fach Botanik. Von 1987 bis 1999 war er Forschungsgruppenleiter an der Gesellschaft für Strahlen- und Umweltforschung (GSF) in Neuherberg, dem heutigen Helmholtz Zentrum München. Er folgte dann einem Ruf als Professor an die Universität Innsbruck, im dortigen Institut für Botanik amtierte er von 2008 bis 2010 als Vorstand.
Sein Forschungsgebiet waren insbesondere Pflanzen in extremen Lebensräumen, beispielsweise in den Alpen, auf Spitzbergen und in der Antarktis. Er untersuchte deren Anpassungsmechanismen an die Bedingungen dieser Lebensräume und leistete wichtige Beiträge zur Grundlagenforschung.
Sein botanisches Autorenkürzel (bei Algen war er auch taxonomisch tätig) lautet „C.Lütz“.
Lütz starb 2024 im Alter von 78 Jahren und wurde auf dem Kölner Melaten-Friedhof beigesetzt.